# Super Mario Galaxy 2
Super Mario Galaxy 2 (яп. スーパーマリオギャラクシー2) — трёхмерный платформер из серии Mario, разработанный компанией Nintendo для консоли Wii, сиквел Super Mario Galaxy. Игра была выпущена 23 мая 2010 года в Северной Америке, 27 мая 2010 — в Японии и 11 июня 2010 — в Европе.

## Сюжет
Принцесса Пич приглашает Марио на Звёздный фестиваль, обещая угостить его пирогом домашнего приготовления. По пути во дворец принцессы он встречает Луму — похожее на звезду существо, которое наделяет его возможностью вертеться. Неожиданно Марио видит своего заклятого врага — короля Купу. Тот достиг огромного размера и, напав на Грибное королевство, как водится, похищает Принцессу Пич. После этого злодей отправляется в космос, чтобы создать там собственную империю. Марио пускается в погоню и в космосе встречает Луббу, называющего себя главным Лумой, который предоставляет ему в распоряжение космический корабль, работающий на энергии звёзд. На нём Марио начинает своё путешествие с целью спасти принцессу, а также помочь Луббе найти потерянных Лум.

## Геймплей
Геймплей Super Mario Galaxy 2 схож с игровым процессом предыдущей части. Размеры планет стали меньше, что позволяет игроку чаще перемещаться с одной планеты на другую. Марио теперь может передвигаться верхом на Йоши, как в Super Mario World. Динозаврик может помогать Марио преодолевать препятствия, используя свой язык, а также заглатывать врагов и использовать их в качестве снарядов. Поедая фрукты, Йоши приобретает дополнительные способности, при этом меняя свой цвет. Красный Йоши получает дополнительное ускорение, синий имеет возможность надуваться как шар, а жёлтый динозаврик светится, помогая Марио находить секреты в темноте.
Игровая вселенная состоит из шести миров, а также седьмого мира, являющегося секретным. По мере прохождения Super Mario Galaxy 2 игрок встречается с двадцатью боссами, при том с некоторыми из них — несколько раз.
В Super Mario Galaxy 2 присутствует возможность наподобие той, что была использована в New Super Mario Bros. Wii, позволяющая игроку передать управление компьютеру, который автоматически пройдёт вызывающие затруднение места. Однако включив этот режим, игрок окончит уровень с бронзовой звездой, а не с золотой, как в случае самостоятельного прохождения. В игре также присутствует кооперативный мультиплеер; в этом случае второй игрок управляет Лумой.

## Разработка
Игра была впервые представлена на выставке Electronic Entertainment Expo 2009 года. Её релиз мог состояться раньше запланированного, однако был перенесён на середину 2010 года из-за выхода в конце 2009 игры New Super Mario Bros. Wii. Сигэру Миямото в одном из своих интервью заявил, что более 90 % возможностей в игре являются абсолютно новыми.

## Оценки
| Сводный рейтинг            | Сводный рейтинг                                                                    |
| Агрегатор                  | Оценка                                                                             |
| -------------------------- | ---------------------------------------------------------------------------------- |
| GameRankings               | 97,35 %                                                                            |
| Metacritic                 | 97/100                                                                             |
| Иноязычные издания         |                                                                                    |
| Издание                    | Оценка                                                                             |
| 1UP.com                    | A                                                                                  |
| Destructoid                | 10/10                                                                              |
| Edge                       | 10/10                                                                              |
| Eurogamer                  | 10/10                                                                              |
| Famitsu                    | 37/40                                                                              |
| Game Informer              | 9,25/10                                                                            |
| GamePro                    | 4,5 из 5 звёзд · 4,5 из 5 звёзд · 4,5 из 5 звёзд · 4,5 из 5 звёзд · 4,5 из 5 звёзд |
| GameSpot                   | 10/10                                                                              |
| GameSpy                    | [ 7 ]                                                                              |
| GameTrailers               | 9,7/10                                                                             |
| IGN                        | 10/10                                                                              |
| Nintendo Life              | [ 8 ]                                                                              |
| Nintendo World Report      | 9,5/10                                                                             |
| ONM                        | 97 %                                                                               |
| X-Play                     | 5 из 5 звёзд · 5 из 5 звёзд · 5 из 5 звёзд · 5 из 5 звёзд · 5 из 5 звёзд           |
| Награды                    |                                                                                    |
| Издание                    | Награда                                                                            |
| Nintendo Power             | Game of the Year 2010                                                              |
| GamesMaster                | Game of the Year 2010                                                              |
| Official Nintendo Magazine | Game of the Year 2010                                                              |
| Games Magazine             | Game of the Year 2010                                                              |
| Edge                       | Game of the Year 2010                                                              |

Как и предыдущая часть, Super Mario Galaxy 2 получила множество хвалебных слов от критиков. GameSpot поставил игре высший балл (10), отметив, что игра установила новые стандарты платформеров. Также высшей оценкой Super Mario Galaxy 2 удостоили сайт IGN и журнал Edge. Среди недостатков игры рецензентами отмечались её повышенная сложность и сходство с первой частью. Средняя оценка Super Mario Galaxy 2 на GameRankings составляет 97,35 %, на сайте Metacritic — 97/100.
Super Mario Galaxy 2 получила премию BAFTA в области игр 2011 года в номинации «Gameplay».